# Korkusuz
Korkusuz (lett. "Impavido") è un film d'azione cult turco del 1986, scritto e diretto da Çetin İnanç, interpretato dal culturista Serdar Kebapcilar nel ruolo di un commando turco che deve infiltrarsi e catturare un gruppo di terroristi che vivono fra le montagne. Questo è il secondo di due film, insieme a Vahsi Kan (Sangue selvaggio) sempre di İnanç del 1983.
Korkusuz è comunemente noto come Rambo Turco (Turkish Rambo negli Stati Uniti), per via delle somiglianze, non solo di trama ma anche stilistiche, con il più famoso Rambo 2 - La vendetta di George P. Cosmatos del 1985 interpretato da Sylvester Stallone.
Sono proprio questi aspetti ad avergli dato notorietà nel resto del mondo (insieme a Dünyayı Kurtaran Adam e Badi, le "versioni" turche di Guerre stellari ed E.T.), al punto da essere doppiato in inglese per essere distribuito nelle sale americane con il titolo Rampage, ed in seguito distribuito in DVD il 24 aprile 2009.
In questa edizione la colonna sonora è stata ricreata da Jake Kaufman poiché in originale, come in altri casi di film turchi, si faceva uso di colonne sonore di altri film senza diritti: in questo caso la colonna sonora più ricorrente è quella, appunto, di Rambo II.
Non esiste un'edizione del film in lingua italiana.